# ポケットデジモンワールド
『ポケットデジモンワールド』はデジタルモンスターのRPG・デジモンワールドシリーズの一作品である。
PocketStation上でデジモンを育成し、戦闘し、冒険していく育成RPG。

## 概要
特定の機能を利用する際にはPlayStation本体と本編ディスクが必要となるが、冒険や育成などの基本的なゲーム部分はPocketStationで行う。当時一部のデジモン作品で展開されていた「Dリンク」機能に対応しており、育てたデジモンを別ゲーム（『デジモンワールド2』）で使用したり、ワンダーウェーブを使用することで、ワンダースワンやデジヴァイスなどの各種デジモン関係の玩具とデータをやり取りすることも可能となっていた。
本作品のシナリオや設定は、かつて発売された『デジモンワールド』のものを基準としており、ストーリーとしては『デジモンワールド』の後日談的な内容である。なお「ポケットデジモンワールド」の名が付くゲームは3作品発売されており、基本的なゲーム内容は同じだが育成できるデジモンや入手できるアイテムなどに違いがある。
- ポケットデジモンワールド

2000年6月29日発売。グレイモンやバードラモンなど、主に火炎系モンスターが登場するシリーズ第一作。
- ポケットデジモンワールドウィンドバトルディスク

2000年10月26日発売。エンジェモンやエアドラモンなど、大気系モンスターが登場する第二作。
- ポケットデジモンワールドクールアンドネイチャーバトルディスク

2001年2月22日発売。ガルルモンやシードラモンなどの氷水系のモンスターと、カブテリモンやパルモンなどの自然系モンスターを育成できるシリーズ最終作。ストーリーにも若干の変更がある。
また、本作同容「PocketStation上でデジモンを育成するゲーム」としては、その後2001年5月17日に『デジモンテイマーズ ポケットクルモン』が発売されている。

## ストーリー
デジモンワールドに浮かぶ小さな島、ファイル島。
島の中央にある「はじまりの街」では有志のデジモンたちによってデジモンワールドの歴史と知識を集めた「デジモンミュージアム」が建設されるが、あるとき黒い霧の中から現れた謎のデジモンにミュージアムが襲われ、中に保管されていた展示品を全て奪われてしまう。
街の長老であるジジモンは奪われた展示品を取り戻してもらうため、プレイヤーである主人公を召喚する。

## システム

### 育成
デジモンの育成はPocketStation上で行う。画面にはデジモンの様子やトレーニング風景が映し出され、会話やトレーニングの指示を出したりすることが可能。また、特定の条件を満たすとデジモンの「進化」が可能になるが、進化はPocketStation上では行うことができず、PlayStation上で本作品を起動してデータをロードする必要がある。

### 冒険
舞台であるファイル島の各地を移動しながら、奪われたアイテムの行方と霧の中から現れたという謎のデジモンの調査を行う。冒険中には敵デジモンが登場し、バトルになることもあり、勝利することで新たな道が開けたりアイテムを入手できたりする。なお、バトルは全て自動で行われる。

### デジモンミュージアム
冒険中に入手した「フィルム」「記憶の欠片」「データパック」「写真」などのアイテムは、PlayStation上でデータをロードすることで閲覧可能。フィルムはCGムービー、記憶の欠片はデジモンワールドの歴史などに対応している。

### D-1グランプリ
PlayStation上でデータをロードすることで、迫力のあるポリゴンバトルを楽しむことができる。ワンダーウェーブを利用すれば、別の対応作品からデータをロードしたデジモンとバトルを行うことも可能。

## 登場デジモン

### ファイヤーバトルディスク
- 成長期
アグモン、ピヨモン、ブイモン
- 成熟期
グレイモン、バードラモン、ブイドラモン、モノクロモン、ケンタルモン、ティラノモン、メラモン、ダークティラノモン、ヌメモン、レアモン
- 完全体
メタルグレイモン、エアロブイドラモン、ガルダモン、メガドラモン、メタルティラノモン、スカルグレイモン、キメラモン
- 究極体
ウォーグレイモン、インペリアルドラモン、ホウオウモン、ムゲンドラモン

### ウインドバトルディスク
- 成長期
パタモン、クネモン
- 成熟期
テイルモン、エンジェモン、ユニモン、エアドラモン、デビモン、バケモン、フライモン、ヌメモン、レアモン
- 完全体
エンジェウーモン、ホーリーエンジェモン、もんざえモン、マメモン、ギロモン、ヴァンデモン、キメラモン
- 究極体
ホーリードラモン、セラフィモン、ヴェノムヴァンデモン

### クール&ネイチャーバトルディスク

#### クールver
- 成長期
ゴマモン、ガブモン
- 成熟期
イッカクモン、ルカモン、ホエーモン、ガルルモン、シードラモン、ヌメモン、レアモン
- 完全体
ズドモン、ワーガルルモン、メガシードラモン、マリンデビモン、キメラモン
- 究極体
プレシオモン、メタルガルルモン、メタルシードラモン

#### ネイチャーver
- 成長期
テントモン、パルモン
- 成熟期
カブテリモン、レオモン、オーガモン、クワガーモン、サイクロモン、ヌメモン、レアモン
- 完全体
アトラーカブテリモン、アンドロモン、リリモン、エテモン、キメラモン
- 究極体
ヘラクルカブテリモン、ロゼモン、メタルエテモン